# Kiril Moskalenko
Kiril Semiónovich Moskalenko (en ruso: Кирилл Семёнович Москаленко; en ucraniano: Кирило Семенович Москаленко; Grishino, 11 de mayo de 1902 - Moscú, 17 de junio de 1985) fue un comandante militar soviético, comandante en jefe de las Tropas de Misiles Estratégicos, inspector general del Ministerio de Defensa y mariscal de la Unión Soviética.

## Biografía

### Infancia y juventud
Moskalenko nació en 1902 en la pequeña localidad rural de Grishino, cerca de Donetsk, en la gobernación de Yekaterinoslav —en esa época parte del Imperio ruso, actualmente ubicada en el óblast de Donetsk en Ucrania—, en el seno de una familia de campesinos ucranianos. Se graduó en una escuela primaria rural donde estudió cuatro años y luego estudió otros dos años en la escuela ministerial. De 1917 a 1919 estudió en una escuela agrícola en Bajmut, donde, según sus recuerdos, estudiaba simultáneamente el poeta Volodímir Sosiura. Se vio obligado a interrumpir sus estudios debido al estallido de la guerra civil rusa.
Regresó a su pueblo natal, donde trabajó en el comité revolucionario rural. Cuando las tropas del Ejército de Voluntarios del general Antón Denikin ocupó la provincia de su pueblo, se ocultó por temor a ser ejecutado. Tras la ocupación del pueblo por las tropas del Ejército Rojo en agosto de 1920, se unió a sus filas.
Moskalenko luchó en la guerra civil como miembro del 1.er Ejército de Caballería. Donde combatió contra las tropas del general Piotr Wrangel y el atamán Néstor Majnó.

### Periodo de entreguerras
Después de la guerra, estudió en la Escuela de Artillería de Lugansk y en la 2.ª Escuela de Artillería de Járkov. En mayo de 1921, fue transferido al departamento de artillería de la Escuela de Oficiales Rojos de Járkov, donde se graduó en 1922. Posteriormente, se graduó en los cursos de perfeccionamiento para el personal de mando de la Academia de Artillería del Ejército Rojo en Leningrado y en la facultad de perfeccionamiento para el personal de mando superior de la Academia Militar Félix Dzerzhinsky en el óblast de Moscú. Durante sus estudios en Járkov, como parte del personal de la escuela, participó en combates contra bandas armadas en las regiones del Don y el Dombás.
De 1922 a 1932 sirvió en la 6.ª División de Caballería del Primer Ejército de Caballería, y fue comandante de pelotón de la División de Artillería de Caballería. Durante su servicio en Armavir, participó en batallas contra el bandidaje político en el Cáucaso Norte.
En septiembre de 1923, junto con una unidad militar, fue transferido a Briansk. A partir de 1924, sirvió como comandante de batería. Posteriormente, fue comandante de una batería de entrenamiento, un batallón de artillería y, a partir de 1928, jefe de Estado Mayor de un regimiento de artillería.
Desde 1932, sirvió como jefe de Estado Mayor y comandante de una división especial de caballería del Ejército Especial Bandera Roja del Lejano Oriente cerca de Chita. En 1934, asumió el puesto de comandante de un regimiento de caballería. Al año siguiente comandó la 23.ª Brigada de Tanques en el Krai de Primorie y en 1936, sirvió en el 45.º Cuerpo Mecanizado del distrito militar de Kiev.

### Segunda Guerra Mundial

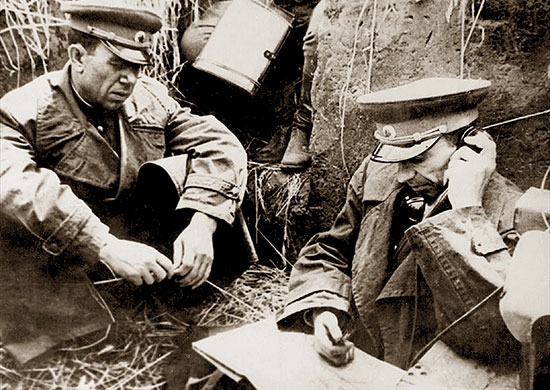
Moskalenko (izquierda) con Alekséi Yepishev en un puesto de mando (1944)

Durante la guerra de invierno, fue comandante de artillería de la 51.ª División de Fusileros y recibió la Orden de la Bandera Roja. Luego ocupó sucesivamente los cargos de jefe de artillería del 35.º Cuerpo de Fusileros y del 2.º Cuerpo Mecanizado en Chisináu y Tiráspol, respectivamente.
Cuando comenzó la invasión alemana de la Unión Soviética en junio de 1941, Moskalenko era comandante de una brigada antitanque estacionada en Lutsk. Entre esa fecha y marzo de 1942, comandó primero la 1.ª Brigada Antitanque, el 15.º Cuerpo de Fusileros, el 6.º Ejército, y posteriormente el 6.º Cuerpo de Caballería. Durante este tiempo, participó en las batallas defensivas en Lutsk, Volodymyr-Volynskyi, Rovno, Torchyn, Novohrad-Volynskyi y Malyn. Además participó en la batalla de Kiev y luchó en batallas cerca de Teterev, Pripyat, Dniéper y Desna. Durante un mes de combates continuos, en dirección al ataque principal del Grupo de Ejércitos Sur alemana, la brigada destruyó más de 300 tanques enemigos. Por sus éxitos militares, coraje y valentía, fue condecorado con la Orden de Lenin el 23 de julio de 1941.
En diciembre de 1941, fue nombrado subcomandante del 6.º Ejército del Frente Suroccidental y comandante interino de dicho ejército. El 6.º Ejército, bajo el mando de Moskalenko, participó en la ofensiva de Barvenkovo-Lozovaya y en la liberación de las ciudades de Izium y Lozová. El 12 de febrero de 1942, fue nombrado comandante del 6.º Cuerpo de Caballería y, de marzo a julio de 1942, sirvió como comandante del recién reformado 38.º Ejército.

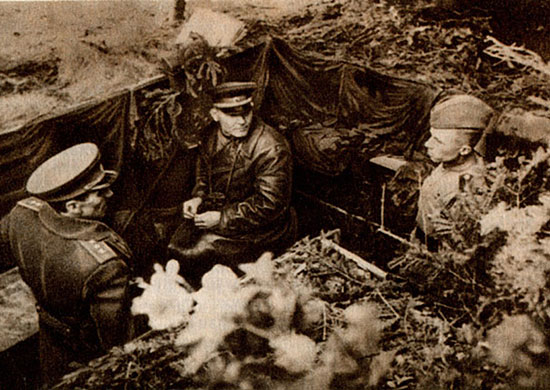
Moskalenko (izquierda) con el mariscal Iván Kónev (centro) en un puesto de mando en los Cárpatos (1945)

Entre julio y agosto de 1942, durante la batalla de Stalingrado, comandó el 1.er Ejército de Tanques, durante el cual participó en batallas en los accesos distantes a Stalingrado. En agosto de 1942, fue nombrado comandante del 1.er Ejército de la Guardia puesto que ocupó hasta octubre de 1942. Al comienzo mismo del período defensivo de la batalla de Stalingrado, el 1.er Ejército de Tanques atacó al enemigo casi ininterrumpidamente durante doce días seguidos y contuvo su avance. Según escribió en sus memorias, en Kalach del Don, su ejército detuvo temporalmente el avance del 6.º Ejército del general alemán Friedrich Paulus hacia Stalingrado y casi ganó un mes para organizar la defensa en profundidad y reunir reservas. Posteriormente, recibió el mando del 40.º Ejército independiente del Frente de Vorónezh, cargo que ocupó hasta octubre de 1943.
Moskalenko lideró a sus tropas durante la contraofensiva invernal y en la batalla de Kursk. Participó en la ofensiva de Ostrogozhsk-Rossosh, la tercera batalla de Járkov y la batalla del Dniéper. Por su heroísmo y valentía al dirigir a sus tropas en el cruce del Dniéper y asegurar una cabeza de puente en su orilla occidental recibió el título de Héroe de la Unión Soviética.
Desde octubre de 1943 hasta el final de la guerra, fue comandante del 38.º Ejército. Dirigió esta unidad expulsando a los alemanes de Ucrania, Polonia y Checoslovaquia.

### Posguerra

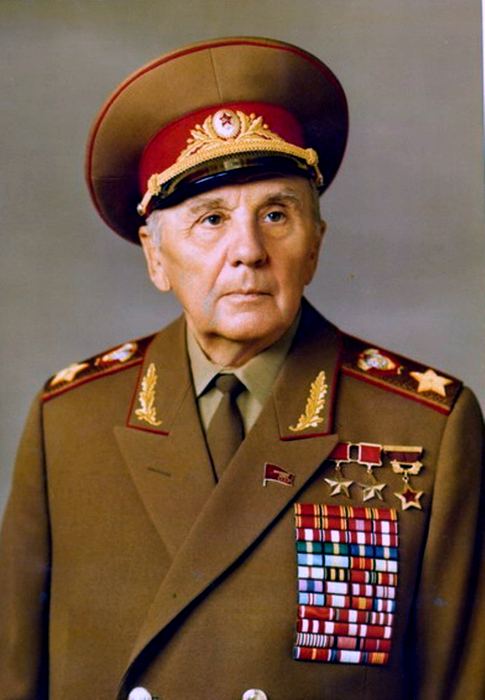
Una de las últimas fotografías del mariscal Moskalenko

Tras la guerra, Moskalenko comandó el 38.º Ejército, que fue transferido al distrito militar de los Cárpatos. Desde agosto de 1948, se desempeñó como comandante de las Fuerzas de Defensa Aérea de la Región de Moscú. Desempeñó diversos cargos en el distrito militar de Moscú, antes de ser nombrado Comandante General en 1953.
El 26 de junio de 1953, el secretario general del PCUS, Nikita Jruschov, junto con los mariscales Georgui Zhúkov y Kiril Moskalenko, arrestaron en secreto al primer vice primer ministro de la URSS, Lavrenti Beria, durante una reunión del Presídium del Sóviet Supremo de la Unión Soviética. Puesto que Zhúkov no podía entrar con un arma al Kremlin, Moskalenko se coló en él con una para arrestar a Beria. Durante los seis meses siguientes, él y Román Rudenko investigaron el «Caso Beria». En diciembre de 1953, el Tribunal Supremo de la Unión Soviética declaró culpable a Beria tras un proceso de apenas cinco días. El 23 de diciembre, Beria fue fusilado. Aunque otra versión de los hechos afirma que recibió un disparo de ametralladora durante el asalto militar a su residencia en Moscú.
Como resultado de esta operación, el 11 de marzo de 1955, Moskalenko, junto con otros cinco comandantes, recibió el rango de Mariscal de la Unión Soviética. Después permaneció en el distrito militar de Moscú hasta 1960, cuando fue nombrado comandante en jefe de las Fuerzas de Misiles Estratégicos. En sus memorias, Jruschov declaró:

Moskalenko podía ser el mejor y el peor de los hombres. Durante la guerra, lo recomendé encarecidamente a Stalin porque Moskalenko era un devoto de la defensa de nuestro país y no era un mal soldado. Por otro lado, tenía un temperamento violento. Era más que grosero: era un desequilibrado mental. Era conocido por maltratar a sus subordinados. Sus frases favoritas eran: "¡Traidor, sinvergüenza, enemigo del pueblo! ¡Deberías ser juzgado en un consejo de guerra! ¡Deberías ser fusilado!". Su temperamento incontrolable lo convertía en un hombre profundamente temperamental, fácilmente manipulable.

Jruschov también afirmó haber quedado impactado por la virulencia con la que Moskalenko denunció al mariscal Zhúkov en 1957, cuando decidió destituirlo. Aun así, permaneció en el cargo hasta abril de 1962, cuando fue destituido sin justificación alguna y nombrado Inspector General del Ministerio de Defensa, un cargo honorario sin relevancia. El periodista francés Michel Tatu, quien por aquel entonces residía en Moscú, conjeturó que su caída estaba relacionada con la Crisis de los misiles de Cuba:

La decisión de instalar misiles soviéticos en Cuba lo afectó directamente como comandante en jefe de cohetes estratégicos. Es casi seguro que un hombre ansioso por preservar su equipo intacto no se alegraría ante la perspectiva de que sus armas más secretas fueran enviadas con ojivas nucleares a un lugar tan vulnerable como Cuba.

Por sus méritos en el desarrollo y fortalecimiento de las Fuerzas Armadas de la Unión Soviética, le fue concedido el título de Héroe de la Unión Soviética por segunda vez en 1978. Desde diciembre de 1983 formó parte del Grupo de Inspectores Generales del Ministerio de Defensa de la URSS.

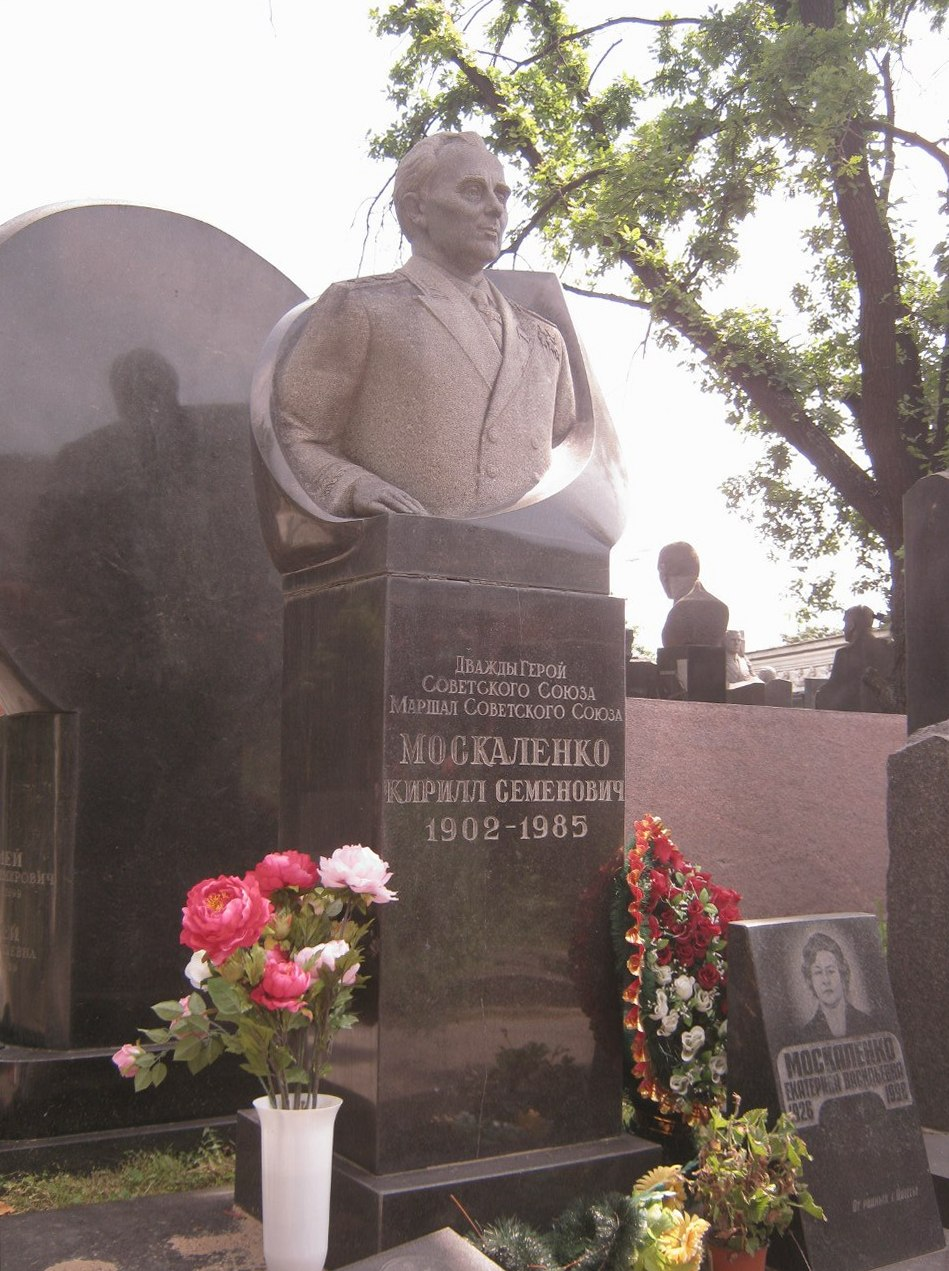
La tumba de Moskalenko en el cementerio Novodévichi de Moscú

Murió el 17 de junio de 1985 en Moscú, a la edad de 83 años. Está enterrado en el cementerio Novodévichi de la capital moscovita.

## Promociones
- Kombrig (1 de abril de 1940)
- Mayor general (4 de junio de 1940)
- Teniente general (19 de enero de 1943)
- Coronel general (19 de septiembre de 1943)
- General del Ejército (3 de agosto de 1953)
- Mariscal de la Unión Soviética (11 de marzo de 1955)[11]

## Condecoraciones

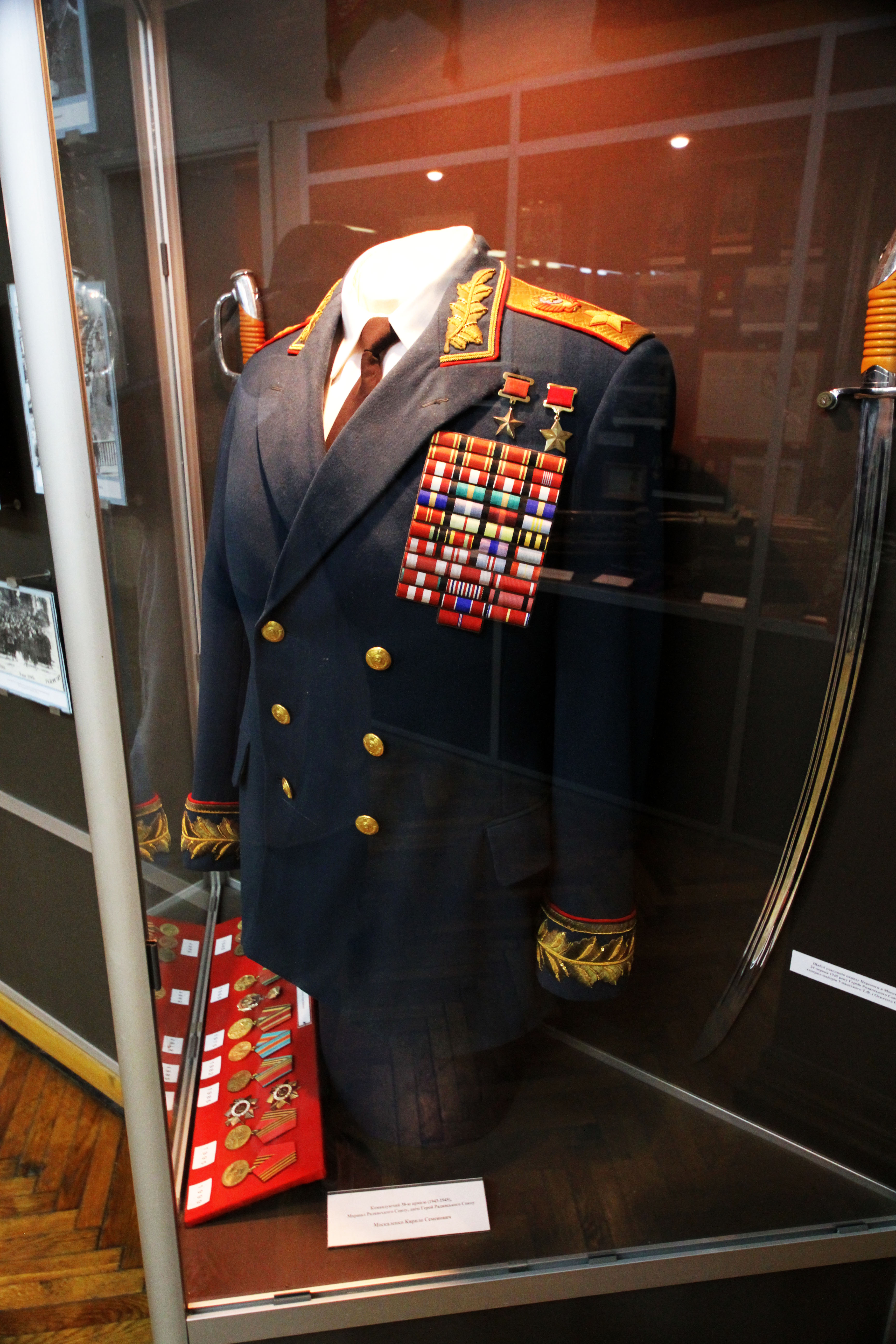
La túnica de Kiril Moskalenk con sus medallas

Unión Soviética
|  | Héroe de la Unión Soviética, dos veces (n.º 2002, 23 de octubre de 1943 y n.º 105, 21 de febrero de 1978)                                                                            |
|  | Orden de Lenin, siete veces (22 de julio de 1941, 23 de octubre de 1943, 6 de noviembre de 1945, 7 de marzo de 1962, 10 de mayo de 1972, 21 de febrero de 1978 y 10 de mayo de 1982) |
|  | Orden de la Revolución de Octubre (22 de febrero de 1968) |
|  | Orden de la Bandera Roja, cinco veces (7 de abril de 1940, 27 de agosto de 1943, 3 de noviembre de 1944, 15 de noviembre de 1950 y 28 de enero de 1954)                              |
|  | Orden de Suvórov de 1.er grado, dos veces (28 de enero de 1943 y 23 de mayo de 1943)                                                                                                 |
|  | Orden de Kutúzov de 1.er grado, dos veces (29 de mayo de 1944 y 25 de agosto de 1944)                                                                                                |
|  | Orden de Bohdán Jmelnitski de 1.er grado (10 de enero de 1944) |
|  | Orden de la Guerra Patria de 1.er grado (6 de abril de 1985) |
|  | Orden del Servicio a la Patria en las Fuerzas Armadas de la URSS de 3.er grado (30 de abril de 1975)                                                                                 |
|  | Medalla por la Defensa de Stalingrado (1942) |
|  | Medalla por la Liberación de Praga (1945) |
|  | Medalla por la Defensa de Kiev (1961) |
|  | Medalla por la Victoria sobre Alemania en la Gran Guerra Patria 1941-1945 (1945) |
|  | Medalla Conmemorativa del 20.º Aniversario de la Victoria en la Gran Guerra Patria de 1941-1945 (1965)                                                                               |
|  | Medalla Conmemorativa del 30.º Aniversario de la Victoria en la Gran Guerra Patria de 1941-1945 (1975)                                                                               |
|  | Medalla Conmemorativa del 40.º Aniversario de la Victoria en la Gran Guerra Patria de 1941-1945 (1985)                                                                               |
|  | Medalla Conmemorativa por el Centenario del Natalicio de Lenin «Al valor militar» (1969)                                                                                             |
|  | Medalla de Veterano de las Fuerzas Armadas de la URSS (1976) |
|  | Medalla por el Fortalecimiento de la Cooperación Militar (1979) |
|  | Medalla del 20.º Aniversario del Ejército Rojo de Obreros y Campesinos (1938) |
|  | Medalla del 30.º Aniversario de las Fuerzas Armadas de la URSS (1948) |
|  | Medalla del 40.º Aniversario de las Fuerzas Armadas de la URSS (1958) |
|  | Medalla del 50.º Aniversario de las Fuerzas Armadas de la URSS (1968) |
|  | Medalla del 60.º Aniversario de las Fuerzas Armadas de la URSS (1978) |
|  | Medalla Conmemorativa del 1500.º Aniversario de Kiev (1982) |